# Sepiadarium
Sepiadarium is een geslacht van pijlinktvissen uit de familie van Sepiadariidae.

## Soorten
- Sepiadarium auritum Robson, 1914
- Sepiadarium austrinum Berry, 1921
- Sepiadarium gracilis Voss, 1962
- Sepiadarium kochii Steenstrup, 1881
- Sepiadarium nipponianum Berry, 1932

### Synoniem
- Sepiadarium malayense Robson, 1932 => Sepiadarium kochii Steenstrup, 1881